# Шама (село)
Шама (чув. Шеме)— село в Алексеевском районе Татарстана. Входит в состав Билярского сельского поселения.

## География
Находится в западной части Татарстана на расстоянии приблизительно 42 км по прямой на юго-юго-восток от районного центра Алексеевское.

## История
Основано в середине XVII века как поселение отставных солдат (также Слобода Егорьевская). В начале XX века действовала Георгиевская церковь и церковно-приходская школа.
До 1920 село входило в Билярскую волость Чистопольского уезда Казанской губернии. С 1920 в составе Чистопольского кантона ТАССР. С 10.8.1930 в Билярском районе, с 1.2.1963 в Чистопольском районе, с 4.3.1964 в Алексеевском районе.

## Население
Постоянных жителей было: в 1859 — 668, в 1897 — 1463, в 1908 — 1632, в 1920 — 1838, в 1926 — 1390, в 1938 — 1179, в 1949 — 835, в 1958 — 710, в 1970 — 669, в 1979 — 573, в 1989 — 476, в 2002 — 468 (русские 40 %, чуваши 45 %), 434 — в 2010.